# Satyrium pulchrum
Satyrium pulchrum là một loài thực vật có hoa trong họ Lan. Loài này được S.D.Johnson & Kurzweil miêu tả khoa học đầu tiên năm 1998.